# Менато Бофа
Менато Бофа на италиански: Menato Boffa е бивш пилот от Формула 1. Роден на 4 януари 1930 г. в Беневенто, Италия.

## Формула 1
Менато Бофа прави своя дебют във Формула 1 в Голямата награда на Италия през 1961 г. В световния шампионат записва 1 състезания като не успява да спечели точки, състезава се с частен Купър.